# Kopparp
Kopparp är en by i södra delen av Ödeshögs socken i Ödeshögs kommun, Östergötland.
Kopparp består av tre gårdar och omfattar ett mantal och har en areal av 118 hektar.  Kopparp är en gränsby till Småland och belägen i Holaveden. I söder går gränsen i Gyllingesjön (även Kopparpsjön), tidigare kallad Stavsjön. 
Kopparp gränsar till Lakarp i väster, Holkaberg i norr, Munkeryd i nordost och Gyllinge i öster samt Gyllingesjön och Norra Kärr, som ligger i Jönköpings kommun i söder.

## Skiften
1639 gjordes en geometrisk ägomätning. På en enkel kartskiss finns två gårdar, Östergärdet och Västergärdet, utmärkta. För Östergärdet uppgavs 15 små åkrar som gav fem tunnor i utsäde och för Västergärdet åtta åkrar som gav 5½ tunnor. Ängarna uppgavs ge 30 lass hö.
Storskiftet genomfördes 1818. Då ägde en Peter Hansson halva byn medan Peter Andersson ägde 1/4 och pigan Karin Hansdotter (sannolikt syster till Peter Hansson) ägde 1/4.
Vid laga skiftet 1860 delas byn på fyra ägare med 1/4del vardera.

## Torp

### Soldattorp
Indelningsverket skapades i slutet av 1600-talet och torpet byggdes nog då.
Den först soldaten, Anders Brask, antecknades 1690. Året därpå antecknades Nils Olofsson som ryttare. Den siste soldaten var Johan Albin Lindberg som slutade sin tjänst 1906 och avled först 1943.
Enligt en förteckning från 1807 rörande boställen för Andra Livgrenadjärregementet finns torpet upptaget som tillhörande Vadstena kompani med beteckningen Kopparp nr 124.
Torpet köptes 1907 av avdankade soldaten Klas Ferb, som hade varit soldat i Stora Krokek.

### Starklyckan
Åkertegarna sträckte sig utmed gränsen mot Holkaberg, från vägen i öster ned till Stavbäcken. Husen låg ett gott stycke från vägen.

### Lena-Lyckan
Torpet låg i nordväst mot gränsen till Lakarp. Det var byggt under första hälften av 1800-talet och uppkallat efter Lena Alm som troligen var den siste som bodde där.

### Rosenlund
Torpet byggdes 1897.Det byggdes sannolikt av Karl Adolf Andresson, som var bondson från Kopparp. Det är nu fritidsbostad.

## En förmögen man
Sven Jönsson avled 1785 och efterlämnade en förmögenhet på över 5 000 daler. Bland tillgångarna fanns gårdarna Kopparp, Lilla Krokek, Råby, Gyllinge, Sjögetorp, Jussberg och Fagerhult.

## Mord
Vid ett julkalas i Stava 1622 dödade  Lars Thoreson från Kopparp Olof Svensson.

## Etymologi
Kopp kan ha kommit från en tidigare ägare Koppe medan sista ledet arp betyder torp.